# Poa subfastigiata
Poa subfastigiata är en gräsart som beskrevs av Carl Bernhard von Trinius och Carl Friedrich von Ledebour. Poa subfastigiata ingår i släktet gröen, och familjen gräs. Inga underarter finns listade i Catalogue of Life.